# 丁座草属
丁座草属（学名：Xylanche）是列当科下的一个属。该属共有3种，分布于喜马拉雅地区、西伯利亚。